# Вайге
Вайге (нім. Weyhe) — сільська громада в Німеччині, розташована в землі Нижня Саксонія. Входить до складу району Діпгольц.
Площа — 60,25 км2. Населення становить 31 162 ос. (станом на 31 грудня 2021).